# Miroslav Kostadinov

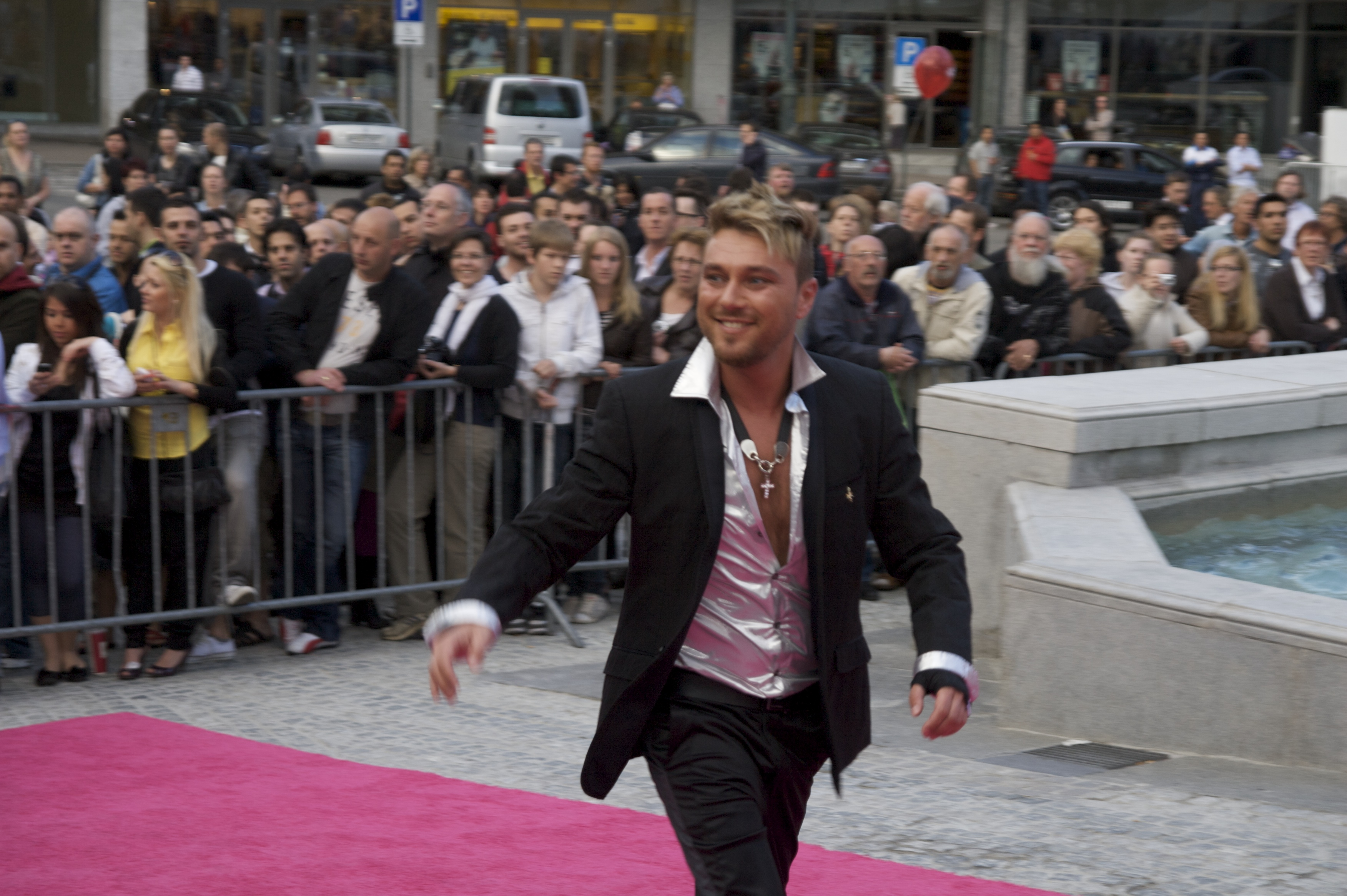
Miroslav Kostadinov i Oslo 2010

Miroslav Kostadinov (artistnamn Miro, bulgariska: Мирослав Костадинов, Миро), född 1976, är en bulgarisk sångare som kommer att representera sitt land i Eurovision Song Contest 2010 i Oslo, Norge. Han var den förste representanten som blev klar och offentliggjordes till 2010 års tävling, vilket skedde i oktober 2009. Den 28 februari 2010 valdes låten “Angel si ti” (bulgariska: Ангел си ти) i Bulgariens nationella uttagning, som Miro kom att framföra i den andra semifinalen av Eurovision Song Contest 2010 den 27 maj 2010. Han lyckades dock inte föra sitt land till finalen av tävlingen den 29 maj 2010.
2002-2007 var Kostadinov medlem i popgruppen KariZma tillsammans med Galina Kurdova och de har haft flera framgångar i hemlandet Bulgarien.